# Klappar och slag
Klappar och slag är det andra soloalbumet av popartisten Oskar Linnros. Skivan släpptes den 29 maj 2013 och innehåller elva spår. Albumet föregicks av singeln Hur dom än som lanserades några månader innan och låg på svenska singellistan fram till augusti 2013. Albumets andra singel var Från balkongen.  

## Mottagande
Albumet möttes mestadels av välvilliga recensioner. SVD gav tärningsbetyget 4/6 och noterade texternas Stockholmsteman. Per Magnusson skrev i Aftonbladet att det var ett modigt album, men att det saknade debutalbumets slagkraftiga refränger och gav skivan 3/5 plus. Johan Lindqvist i GP gav likaså 3/5 fyrar i betyg och skrev att skivan bekräftar Linnros roll som Sveriges främste soulpoppare. Expressens recensent skrev att skivan var en stabil fortsättning på solokarriären och gav 3/5 getingar.

## Låtlista
| Nr  | Titel                   | Kompositör    | Längd |
| --- | ----------------------- | ------------- | ----- |
| 1.  | Kan jag få ett vittne?  | Oskar Linnros | 4:08  |
| 2.  | Gå hem                  | Linnros       | 3:53  |
| 3.  | Det är inte synd om dig | Linnros       | 4:33  |
| 4.  | Hur Dom Än              | Linnros       | 4:06  |
| 5.  | Stockholm               | Linnros       | 3:27  |
| 6.  | För sent                | Linnros       | 3:46  |
| 7.  | Från balkongen          | Linnros       | 3:56  |
| 8.  | Tunga moln              | Linnros       | 3:33  |
| 9.  | Klappar och slag        | Linnros       | 3:03  |
| 10. | Plåster                 | Linnros       | 3:36  |
| 11. | Piano                   | Linnros       | 1:05  |

## Listplaceringar
- Sverigetopplistan: #3[5]